# Быковское кладбище
Быковское кладбище — мемориальное кладбище в городе Жуковском, одно из известных кладбищ Московской области. Место упокоения почётных жителей города, учёных — сотрудников городских НИИ, военнослужащих, лётчиков-испытателей.
Адрес : г. Жуковский, ул. Магистральная, 31.

## История
Возникло как кладбище села Быково и деревни Колонец, вероятно, в XVIII веке. На территории кладбища сохранились памятники XIX — начала XX веков. После возникновения города Жуковского использовалось как городское.
В годы Великой Отечественной войны на кладбище производились захоронения советских воинов, умерших от ран в местных госпиталях. До 1975 года называлось Колонецким. В 1975 году в южной части кладбища сооружён мемориал всем павшим в боях за Родину в годы Великой Отечественной войны (скульптура «Подвиг», скульптор В. П. Бокарев).
Свободные захоронения прекращены в 1971 году, в связи с открытием нового кладбища в деревне Островцы.
Решением Совета депутатов города Жуковского в 1992 году Быковскому кладбищу присвоен статус мемориального. Быковское кладбище — одно из немногих в Московской области, где есть колумбарная стена.

## Современность
Существует традиция погребения на Быковском кладбище лётчиков-испытателей и лётчиков-космонавтов СССР и России. Она появилась в связи с тем, что в городе Жуковском расположен Лётно-исследовательский институт имени М. М. Громова (ЛИИ), где работали и работают лётчики-испытатели и космонавты.
На кладбище создано несколько мемориалов погибшим экипажам самолётов, например, мемориал экипажу самолёта Sukhoi Superjet 100, потерпевшему катастрофу 9 мая 2012 года в районе горы Салак в Индонезии.
Здесь похоронены многие ведущие сотрудники ЦАГИ и ЛИИ.

## Известные люди, похороненные на кладбище
См. категорию Похороненные на Быковском кладбище
1. Васильченко К. К. (1926—2010) — авиаконструктор (колумбарий)[6]
2. Васин В. П. (1923—2010) — лётчик-испытатель (сектор 4)[7]
3. Верников Я. И. (1920—1993) — лётчик-испытатель (колумбарий)[7]
4. Волк И. П. (1937—2017) — космонавт (сектор 4)[7][6]
5. Грищенко А. Д. (1937—1990) — лётчик-испытатель (сектор 5)[3]
6. Казьмин П. И. (1915—2010) — лётчик-испытатель, Герой России (сектор 2)[3]
7. Левченко А. С. (1941—1988) — космонавт (сектор 5)[6]
8. Микулинский С. Р. (1919—1991) — историк науки, философ (сектор 6)
9. Нюхтиков М. А. (1906—1998) — лётчик-испытатель (сектор 4)[3]
10. Селихов А. Ф. (1928—1991) — механик (сектор 1)[7]
11. Серебрийский Я. М. (1913—1989) — механик (сектор 2)
12. Шеффер Ю. П. (1947—2001) — лётчик-испытатель (сектор 1)[7]
13. Якимов А. П. (1914—2006) — лётчик-испытатель (сектор 4)[3]
14. Ярошевский В. А. (1932—2014) — учёный-механик (сектор 2)[7]

На кладбище есть захоронения ряда известных людей, например, матери Георгия Маленкова — Анастасии Георгиевны Ульяновой (Шемякиной) (1884—1968), возглавлявшей санаторий в посёлке Удельная, русского поэта А. Боде (1865—1939).

## Галерея
- Центральная аллея Быковского кладбища (2019)
- Участок кладбища с захоронением скульптора Виктора Бокарева
- Могила педагога Александра Боде

- Могила В. С. Ведрова
- Семейное захоронение:
 П. П. Красильщиков,
 М. П. Красильщиков,
 С. П. Красильщиков,
 А. П. Красильщиков
- Семейное захоронение: М. А. Тайц и И. Б. Зеест
- Могила А. Г. Ульяновой (Шемякиной)
- Могила Г. А. Павловца
- Могила Я. М. Серебрийского
- Могила А. И. Макаревского.